# Disney Cinemagic
Disney Cinemagic – kanał emitujący głównie filmy Disneya, ale również seriale. Powstał w wyniku rebrandingu stacji Toon Disney niedzielących czasu antenowego z pasmem Jetix. Kanał dostępny jest w Niemczech. Wcześniej Disney Cinemagic obecny był także w Wielkiej Brytanii (ta sama wersja także w Irlandii), Portugalii, w Hiszpanii i we Francji. Nadaje także w 16:9. W grudniu na platformie Sky Digital zadebiutował w Wielkiej Brytanii kanał Disney Cinemagic HD w wersji HD.
21 grudnia 2012 roku portugalska wersja kanału została zastąpiona kanałem Disney Junior, natomiast miesiąc później markę Disney Cinemagic wykorzystano ponownie jako blok programowy stacji Disney Channel. 28 marca 2013 roku brytyjska wersja kanału została zastąpiona stacją Sky Movies Disney. 1 stycznia 2015 roku hiszpańskojęzyczna wersja kanału zakończyła nadawanie. We Francji natomiast 8 maja 2015 roku Disney Cinemagic został przekształcony w Disney Cinema i odtąd pozycjonowany jest jako kanał filmowy dla szerszej widowni niż młodzieżowo-dziecięcej. 30 września 2019 roku Disney Cinemagic został zamknięty w Niemczech. Obecnie nadaje jako blok na Disney Channel.